# بیمارستان امام سجاد (یاسوج)
بیمارستان امام سجاد، بیمارستانی دولتی در شهر یاسوج است.
این بیمارستان در سال ۱۳۷۹ با حضور سید محمد خاتمی رئیس‌جمهور وقت به بهره‌برداری رسید.

این بیمارستان دومین بیمارستان بزرگ استان کهگیلویه و بویراحمد می‌باشد.

## بخش‌ها

### بخش‌های کلینیکی
اورژانس، اورژانس داخلی، اورژانس اطفال، اورژانس قلب، اورژانس زنان، داخلی، زنان و زایمان، زایشگاه، اطفال، نوزادان، جراحی، جراحی قلب و عروق، جراحی فک و صورت، چشم، فک و صورت، ریه، دیالیز، اورولوژی، هماتولوژی، آنکولوژی، کلونوسکوپی، آندوسکوپی، CCU, ICU, NICU

### بخش‌های پاراکلینیکی
داروخانه، آزمایشگاه، سونوگرافی، ماموگرافی، رادیولوژی، سی تی اسکن، ام آر آی (خصوصی)، آنژیوگرافی، پزشکی هسته ای

## اهمیت
این بیمارستان چهارمین بیمارستان شهر یاسوج است که در سال ۱۳۷۹ با حضور خاتمی ریاست وقت جمهور به بهره‌برداری رسید و از آن زمان تا سال ۱۳۹۷ که بیمارستان شهید دکتر جلیل افتتاح شد بزرگ‌ترین بیمارستان استان بود. اکنون این این بیمارستان یکی از ۵ بیمارستان مهم استان است.
این بیمارستان یا داشتن تنها مرکز آنژیوگرافی و جراحی قلب در استان تنها مرکز ارجاع بیمارستان قلبی در کهگیلویه و بویراحمد است.
همچنین این بیمارستان دارای تنها مرکز پزشکی هسته ای در استان کهگیلویه و بویراحمد است.